# Vitalij Kuprij
 Vitalij Kuprij (în ucraineană Віталій Купрій; n. 4 iulie 1974, Kiev, RSS Ucraineană, URSS – d. 20 februarie 2024, SUA) a fost compozitor și muzician ucrainean.

## Biografie
Vitalij a început să studieze pianul la Academia de Muzică Mykola Lysenko din Kiev, unde a studiat cu profesoara Nina Naidich. După absolvire, a plecat în Elveția pentru a studia cu vienezul Rudolf Buchbinder⁠(d) la Conservatorul din Basel. În 1995, Vitalij a fost trimis în Statele Unite ale Americii la recomandarea lui Sir James Galway pentru a studia cu pianistul Gary Grafman, președinte și director al Institutului de Muzică Curtis⁠(d) din Philadelphia. De la Grafman, în timp ce avea o bursă completă, a obținut o altă diplomă și a absolvit în 2000.

## Carieră
Pe 7 martie 1999, Vitalij a fost selectat ca solist pentru a interpreta concertul pentru pian nr. 1 al lui Liszt cu New York Youth Symphony⁠(d) la Carnegie Hall.
După ce și-a făcut debutul solo la Carnegie Hall, Vitalij a apărut într-un articol de două pagini din New York Times, scris de scriitorul de artă și divertisment Dan Wakin.
În vara lui 2007, Vitaly a apărut la festivalul mexican "Music Fest" din Mexico City.
Vitaly acompaniază cu Filarmonica Națională a Ucrainei⁠(d) pentru a înregistra cel de-al doilea concert pentru pian al lui Serghei Rahmaninov.
În 2009 s-a alăturat trupei de rock progresiv Trans-Siberian Orchestra⁠(d) ca pianist și clapeist și de atunci a fost angajat din nou pentru fiecare turneu ulterior. A făcut numeroase turnee în America de Nord și Europa.

## Decesul
Vitalij Kuprij a murit pe 20 februarie 2024, la vârsta de 49 de ani. Potrivit unor relatări, moartea lui a fost cauzată unui infarct miocardic.

## Discografie

### Albume solo
- High Definition (lungime completă, 1997)
- Extreme Measures (lungime completă, 1998)
- VK3 (lungime completă, 1999)
- Works of Liszt and Chopin (lungime completă, 2001)
- Forward and Beyond (lungime completă, 2004)
- The Modern European Tradition (lungime completă, 2005)
- Revenge (lungime completă, 2005)
- Glacial Inferno (lungime completă, 2007)
- Glacial Inferno & Revenge (compilație, 2007)
- 12 Months of the Year (lungime completă, 2008)
- Journeys (2017)
- Bridges (cu Gary Ginsberg, 2019)
- Progression (2020)

### Trans-Siberian Orchestra
- Dreams of Fireflies (On a Christmas Night) (2012)
- Letters From the Labyrinth (2015)